# 餜子

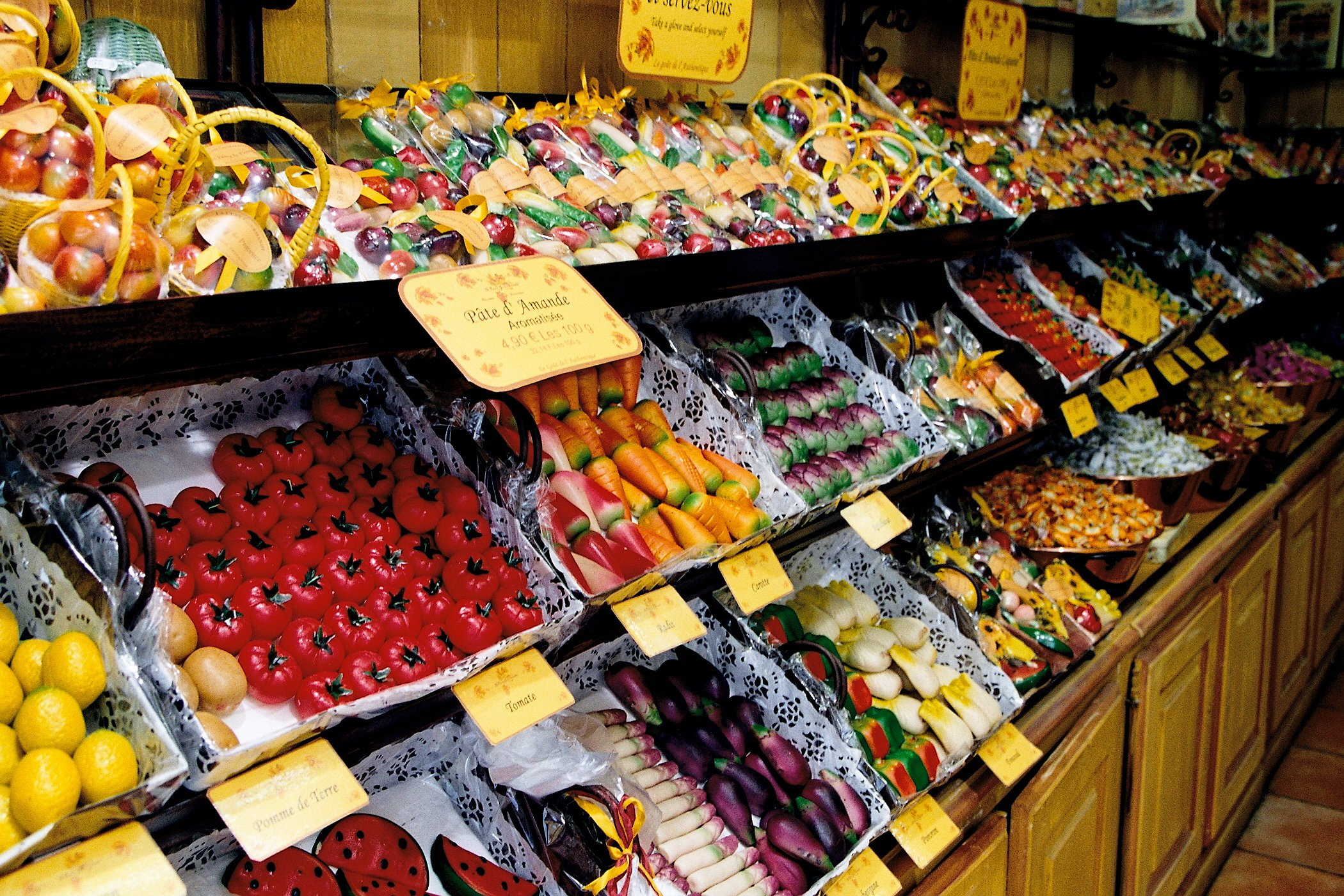
糖果糕點的陳列

糖果糕點，或寫為菓子、粿子、果子，也可被稱為餜子，是所有糖、大米、麵粉製成的非正餐食品的總稱，從字面上可分為糖果、糕饼兩類。
糖果糕點的体型和分量都很小，一般不能作为主食，带有甜味或鹹香味。糖果糕點有多種分類方法，如烹調方法、味道、原產地等。在古代糖果糕點是为满足人類的味觉嗜好而创造的，并非为了填饱肚子，故屬於較為高級的食物，庶民比較難以接觸。由於各國文化不同導致糖果糕點種類繁多，即使在同一語言內的各種方言，對糖果糕點的叫法也會迥然不同。

## 延伸閱讀
- Sweets: A History of Candy, Tim Richardson, Bloomsbury, New York, 2002, hardcover, 392 pages, ISBN 1-58234-229-6
- A Treatise on the Art of Boiling Sugar, Henry Weatherley, London, 1864 (市面流通美國1903年重印版本，Henry Carey Baird & Co., 費城)